# David Gilmour
David Jon Gilmour, CBE, sinh ngày 6 tháng 3 năm 1946, là một nghệ sĩ rock người Anh, được biết tới nhiều nhất là tay guitar, nhạc sĩ và người hát chính cho ban nhạc nổi tiếng Pink Floyd. Ước tính tới năm 2010, ban nhạc này đã bán được khoảng 250 triệu đĩa trên toàn thế giới, trong đó có tới 74,5 triệu bản chỉ riêng ở nước Mỹ.
Ngoài việc là thành viên của Pink Floyd, Gilmour còn làm nhà sản xuất cho khá nhiều nghệ sĩ khác, cũng như có được thành công trong sự nghiệp solo của mình. Mặt khác, ông cũng là người luôn tích cực ủng hộ các dự án từ thiện.
Năm 2003, ông được trao danh hiệu CBE từ Hoàng gia Anh cho những hoạt động từ thiện và được trao giải Cống hiến trọn đời tại Q Awards 2008. Năm 2011, tạp chí Rolling Stone xếp ông ở vị trí số 14 trong danh sách 100 tay guitar vĩ đại nhất mọi thời đại.